# Boletín bibliográfico español
El Boletín bibliográfico español fue una publicación periódica dedicada a la bibliografía que se editó en Madrid entre 1897 y, al menos, 1900.

## Descripción
El boletín, dirigido por Miguel Almonacid y Cuenca, tenía una periodicidad mensual. En el primer cuaderno, de abril de 1897, se incluyó un apartado titulado «Nuestra idea» en el que se explicaba que era «manifiesta y patente la necesidad de la Bibliografía, verdadero indicador y útil guía en el inmenso campo de la investigación y del estudio». Se componía cada número de una «parte técnica», de una dedicada a las revistas, de una sección intitulada «Crítica bibliográfica» y de un apéndice final. Ya desde el primer número, el director esperaba que lo publicado en el Boletín bibliográfico español fuera de ayuda en la confección del Repertorio Bibliográfico Universal de los belgas Paul Otlet y Henri La Fontaine, que estaba aún en ciernes. Al menos de cara a su lanzamiento, los editores de la publicación contaron con el apoyo de Manuel Tamayo y Baus, a la sazón director de la Biblioteca Nacional de España.